# Famille von Rotenhan
 (novembre 2024).
La famille von Rotenhan, portant les titres de baron de Rotenhan, parfois de comtes de Rottenhan, est une famille aristocratique de la noblesse franconienne, qui tire son nom du château ancestral du même nom près d'Eyrichshof, en Basse-Franconie. Les Rotenhan sont des serviteurs de la principauté épiscopale de Bamberg. La famille fait partie de la chevalerie impériale franconienne du canton de chevalerie de Baunach (de).
La famille est élevée au rang de baron en 1771 ; les barons von Rotenhan, luthériens depuis la Réforme, vivent encore aujourd'hui. La branche comtale catholique (Untermerzbach) de Johann Alexander von Rottenhan (de), élevé au rang de comte impérial en 1774 par l'empereur Joseph II, s'est éteinte en 1886.

## Histoire

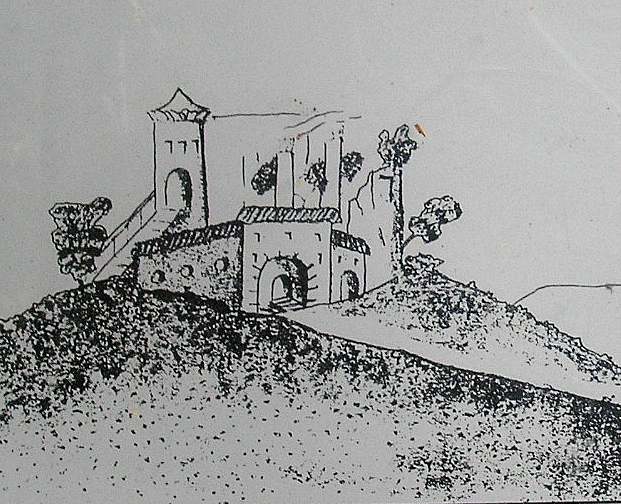
Reconstruction libre du du XIXe siècle

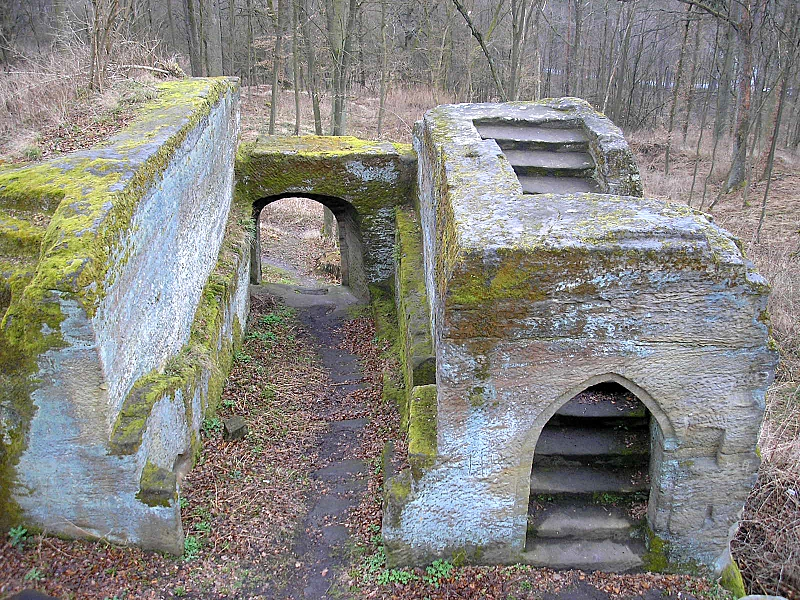
Ruines du château de Rotenhan dans le Haßberge, Basse-Franconie

La filiation de la famille avec l'un des trois frères de Langheim, ministres du chapitre de la cathédrale de Bamberg mentionnés dans un document de 1132, qui contribuent à fonder l'abbaye de Langheim et à former son équipe de garde, semble assurée par les liens de propriété, les prénoms identiques et la similitude des armoiries.
La première mention documentaire du nom "de Rotenhagen" est enregistrée le 15 août 1229 avec Winther Schenk von Rotenhan (de) et son fils Wolfram, avec lesquels commence la lignée. Le siège de la famille qui a donné son nom à la famille est le château de Rotenhan (de), détruit dès 1324, situé à environ deux kilomètres au nord d'Ebern, au-dessus du quartier d'Eyrichshof. Il s'agit d'une forme rare de château fort dans la roche, taillé dans des blocs de grès naturels et relié par des murs. Le nom Rotenhan dériverait de gerodeter Haag, Hain, d'après lequel le château ancestral est nommé. Certains chercheurs pensent qu'une dérivation de la petite rivière Rodach est également envisageable. Le coq rouge que la famille porte en guise d'emblème n'est pas à l'origine du nom, mais est choisi ultérieurement en raison de sa consonance.
À l'origine, la famille semble être liée à l'abbaye voisin de Banz près de Bad Staffelstein. Les Rotenhan peut-être autrefois nobles et libres sont des serviteurs de la principauté épiscopale de Bamberg (ou du moins contractuellement liés à l'évêché) au Haut Moyen Âge. Quelques porteurs du nom de Rotha(ha) apparaissent également dans l'entourage de l'abbaye de Langheim.
Le château de Rotenhan, propriété de Bamberg, près de la ville d'Ebern, a dû être une épine dans le pied de l'évêché de Wurtzbourg. Dès 1319, Wolfram von Rotenhan doit céder son château en fief à l'évêché de Wurtzbourg et y servir de châtelain. Malgré cela, l'évêque de Wurtzbourg Wolfram Wolfskeel von Grumbach, assiège le château de Rotenhan en 1323 sous prétexte de contrefaçon et de félonie. Après la conquête, la forteresse est détruite et ne peut jamais être reconstruite en vertu du traité de 1324. Wolfram Schenk von Rotenhan est déclaré déchu de son fief par le roi en 1323 pour parjure. Il se retire dans sa propre propriété toute proche, le château de Fischbach (de), qui se trouve dans la vallée du ruisseau éponyme qui se jette dans la Baunach (de). De 1190 à 1322, la famille Rotenhan a occupé le poste d'échanson de l'évêché de Bamberg et s'est ensuite appelée Schenk von Rotenhan. Après la destruction du siège de la famille, celle-ci perd également la prestigieuse fonction d'échanson, qui est transférée à la famille von Aufseß (de).
La perte du château de Rotenhan n'affaiblit cependant que brièvement la famille noble. La ligne principale plus ancienne continue à disposer d'une vaste propriété propre sur la Baunach, qui lui appartient déjà depuis le XIIIe siècle. Les possessions dans la vallée de l'Itz appartiennent à une branche. Environ 200 ans plus tard, l'humaniste Sebastian von Rotenhan (de) étudie les circonstances de la chute du château ancestral de sa lignée. Le châtelain Wolfram aurait "poignardé tous les hommes du château, pris leurs vaches et n'aurait plus voulu les voir...". Cependant, le roi Louis le Bavarois intervient cependant en sa faveur et demande à l'évêque d'accorder à nouveau à Wolfram von Rotenhan, tombé en disgrâce, l'écurie du château et quelques terres qui en dépendent. En contrepartie, Wolfram doit jurer de défendre la principauté épiscopale de Wurtzbourg contre ses ennemis. Il ne peut rester neutre que vis-à-vis de son ancien suzerain, l'évêque de Bamberg. Comme il n'a pas le droit de reconstruire le château de Rotenhan conformément au contrat, Wolfram agrandit vers 1330/40 la ferme "Iringerstorff" (mentionnée pour la première fois dans un document de 1232) située sur la colline en dessous du château pour en faire un château à douves, le château d'Eyrichshof (de), qui est depuis habité par la famille jusqu'à aujourd'hui. Le château de Fischbach est également toujours en leur possession. En 1333, elle récupère également ses fiefs wurtzbourgeois d'Holzhausen et Mechenried.
C'est également en 1333 qu'ils sont mentionnés pour la première fois à Rentweinsdorf. Un château à douves y est construit à cette époque, composé de deux maisons castrales comme château ganerbin, sur lequel plusieurs branches de la famille vivent ensemble. Il semble que cela n'a pas toujours été sans conflit, car en 1530, ils concluent une paix de château entre eux. En 1453, les Rotenhan de Rentweinsdorf se voient à nouveau attribuer une fonction à la cour d'une curie princière épiscopale : Ils deviennent chambellans héréditaires de l'évêché de Bamberg. Le chevalier Sebastian von Rotenhan (de) vit à Rentweinsdorf vers 1500, il est humaniste et ami d'Ulrich von Hutten. Le château est endommagé en 1525 lors de la Guerre des Paysans et de nouveau dévasté lors de la Guerre de Trente Ans. Johann Friedrich II von Rotenhan fait donc construire un nouvel édifice baroque sur ses fondations à partir de 1750, le château de Rentweinsdorf (de), qui est achevé en 1762. La famille y habite encore aujourd'hui. Les domaines secondaires appartenant à la famille sont Sendelbach et le domaine de Saarhof à Maroldsweisach. En 1845, le château de Lichtenstein (de) est également passé aux Rotenhan, qui l'habitent encore.
Le château d'Untermerzbach (de) est la propriété de la famille du XIIIe/XIVe siècle jusqu'en 1886. Son propriétaire Georg Wolfgang von Rotenhan (de) (1615-1695) se convertit à la confession catholique romaine à l'occasion de son mariage vers 1669/70 et entre au service de l'évêché de Bamberg. Cette lignée revient ainsi dans la noblesse de l'abbaye de Wurtzbourg et de Bamberg et fournit à nouveau des chanoines de la cathédrale pendant plusieurs générations. Par l'intermédiaire de sa femme, il hérite de la seigneurie de Neuhausen auf den Fildern. Le petit-fils Johann Alexander von Rottenhan (de), premier ministre de l'évêché de Bamberg, est élevé au rang de baron impérial par l'empereur Joseph II en 1771 et au rang de comte impérial en 1774. Pour se distinguer des lignées baronniales protestantes de la famille, il ajoute un deuxième t à son nom. Il vend les seigneuries de Neuhaus et de Pfauhausen et acquit en échange, en 1771, la seigneurie de Rothenhaus (de) en Bohême-Occidentale en 1771, qui comprend plusieurs mines et des usines de fer. Son fils Heinrich Franz von Rottenhan (de) devient ministre autrichien de la Justice. En plus de Rothenhaus, il possède également le château de Jemniště (de) en Bohême-Centrale. La lignée comtale Rottenhan s'éteint en 1886.
Parmi les anciennes résidences familiales les plus anciennes, citons également le château de Schenkenau (construit vers 1250 par Ludwig Ier von Rotenhan, jusqu'au XVe siècle) appartenant à la famille) et le château d'Ebelsbach (de) (propriété de 1355 à 2000).
Par le mariage d'Hermann von Rotenhan (de) (1800-1858) avec la baonne Marline Riedesel (de) zu Eisenbach en 1854, le domaine de Buchwald dans la vallée d'Hirschberg (de) dans la Basse-Silésie lui revient. Là, sa tante la comtesse Friederike von Reden (de) née Riedesel créé un célèbre parc paysager. En 1863, les Rotenhan héritent également des Riedesel du château de Neuenhof (de) près d'Eisenach en Thuringe, qu'ils agrandissent par la suite dans un style néo-gothique. Ces deux domaines sont expropriés en 1945. Neuenhof est racheté par les Rotenhan d'Eyrichshöf après la réunification allemande. En 2000, Sebastian von Rotenhan (de) de Rentweinsdorf acquit les propriétés forestières d'Oberwald (Hohenstein-Ernstthal, Saxe) et de Reuthen (Basse-Lusace, Brandebourg), avec le manoir de Reuthen.

## Possessions

### Actuelles

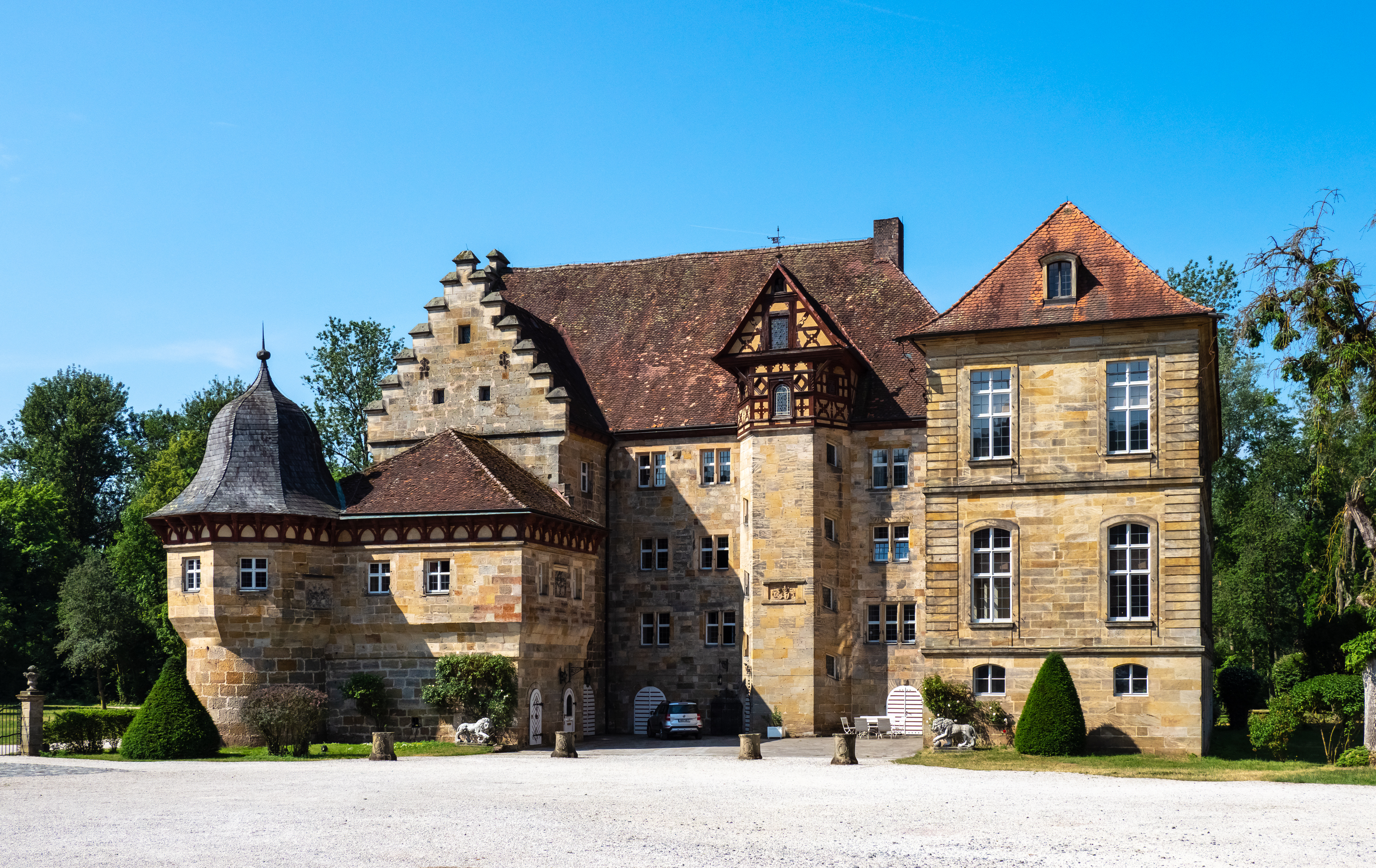
Château d'Eyrichshof (de) (sous le château de Rotenhan (de)), Haßberge
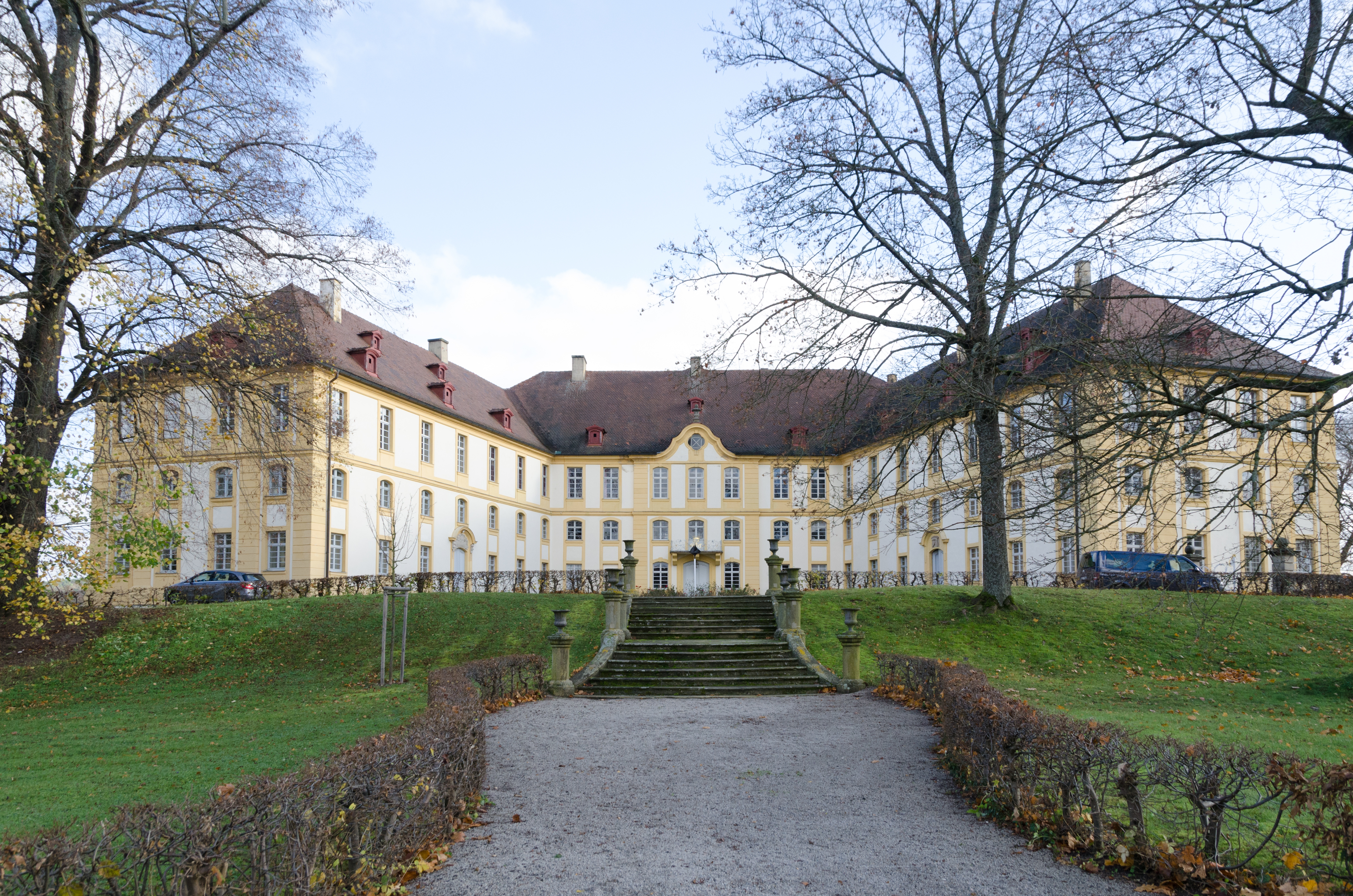
Château de Rentweinsdorf (de), Hassberge
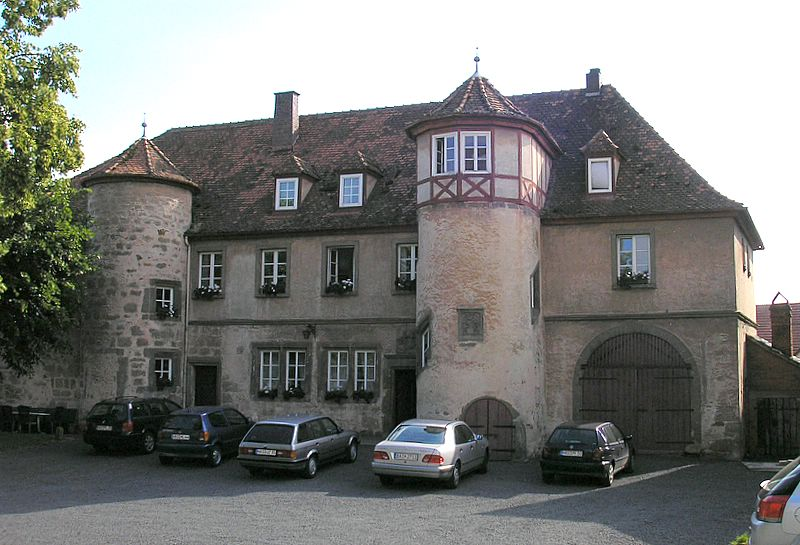
Château de Fischbach (de), Hassberge
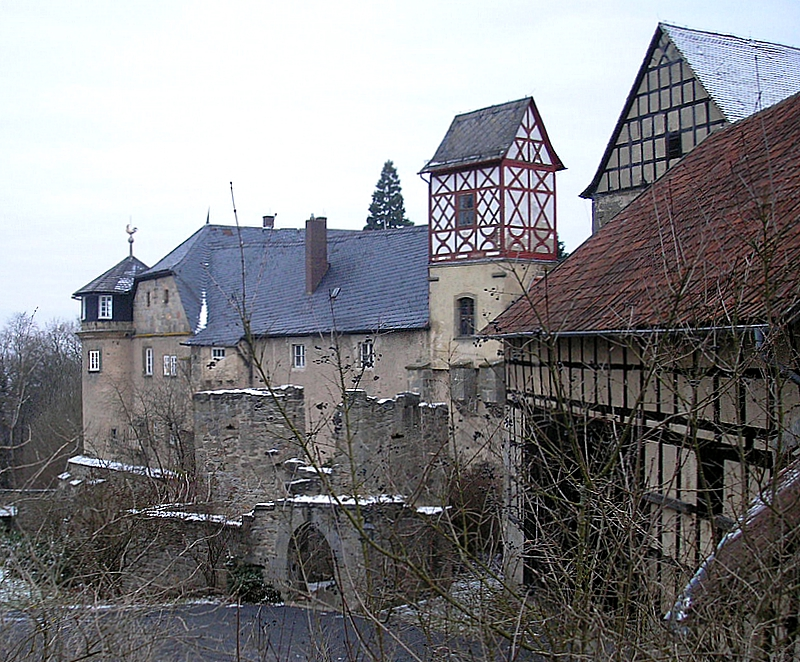
Château de Lichtenstein (de), Hassberge
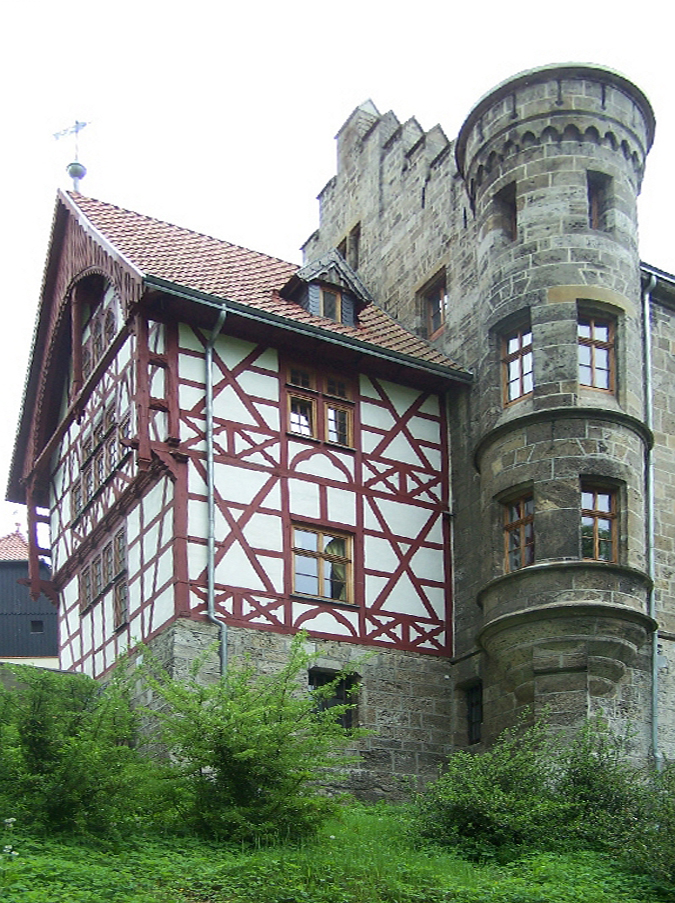
Château de Neuenhof (de)
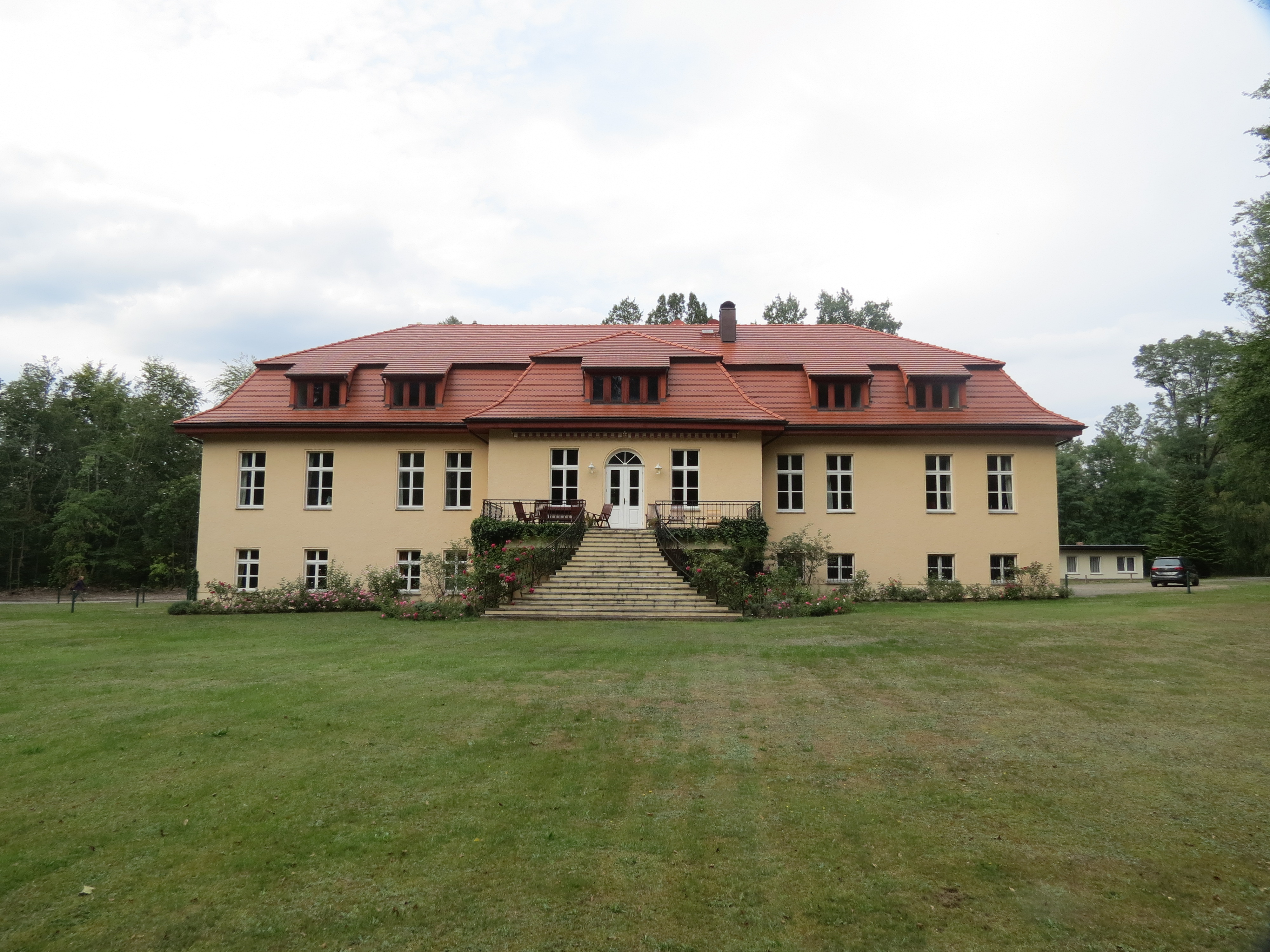
Manoir de Reuthen (Basse Lusace)

### Anciennes possessions

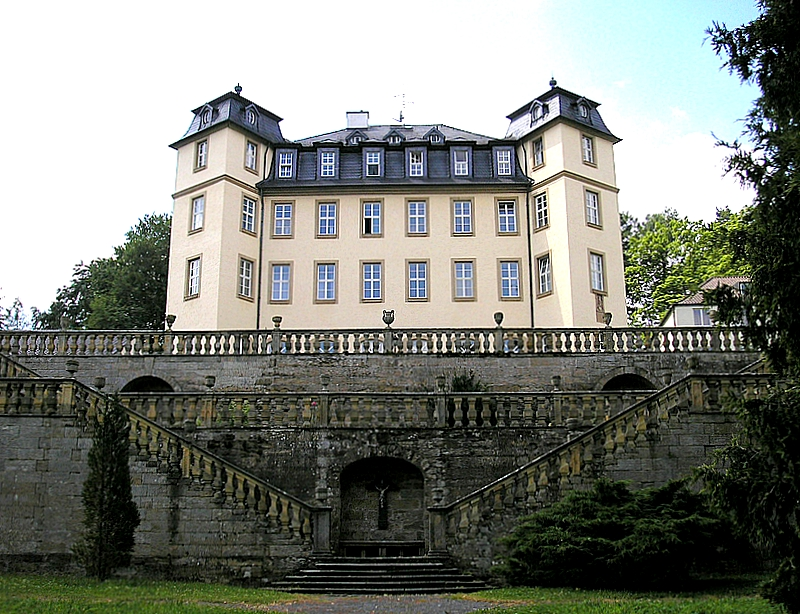
Château d'Untermerzbach (de), Hassberge
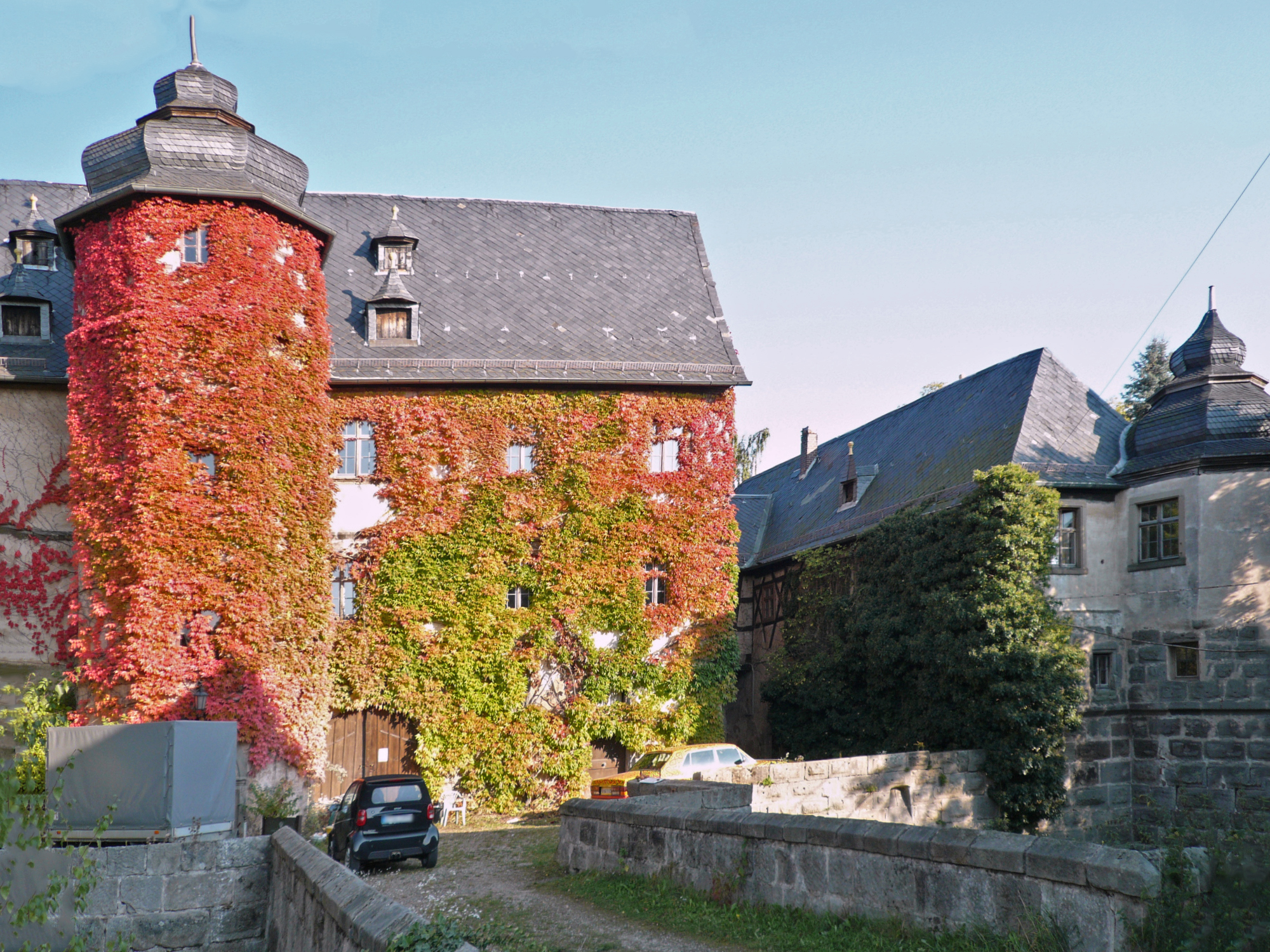
Château d'Ebelsbach (de), Haßberge (avant l'incendie de 2009)
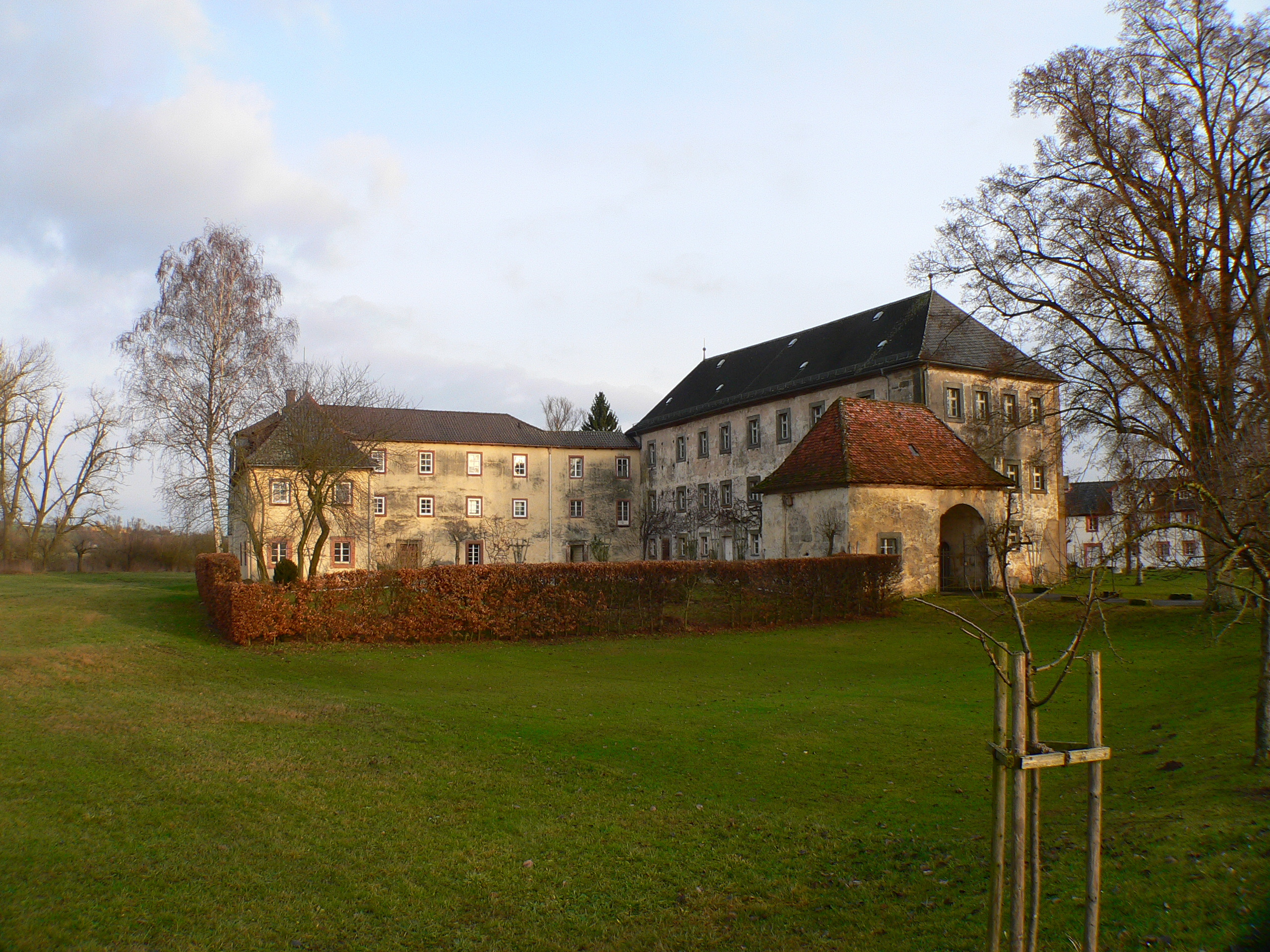
Château de Schenkenau près de Cobourg
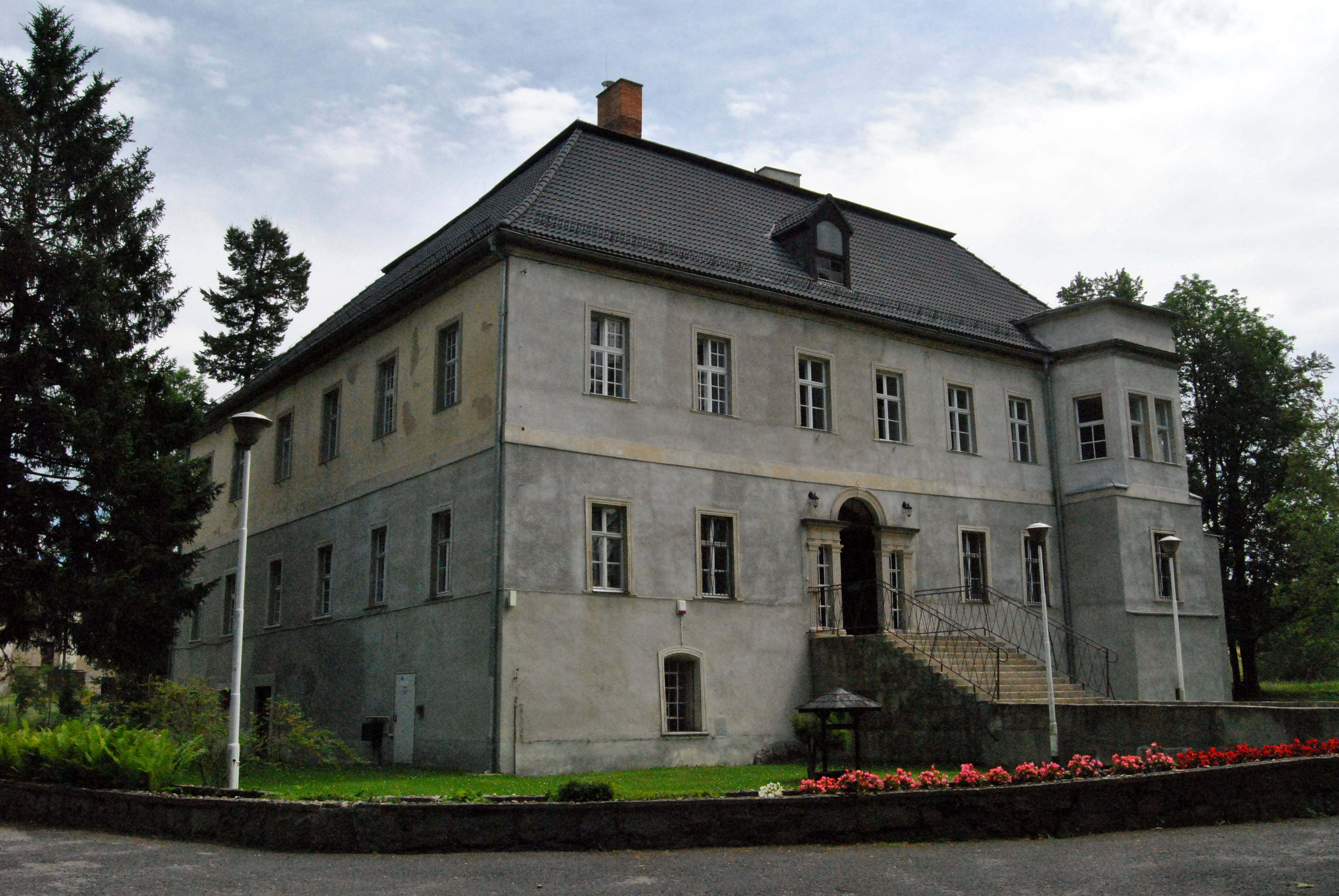
Château de Buchwald (de), Basse-Silésie
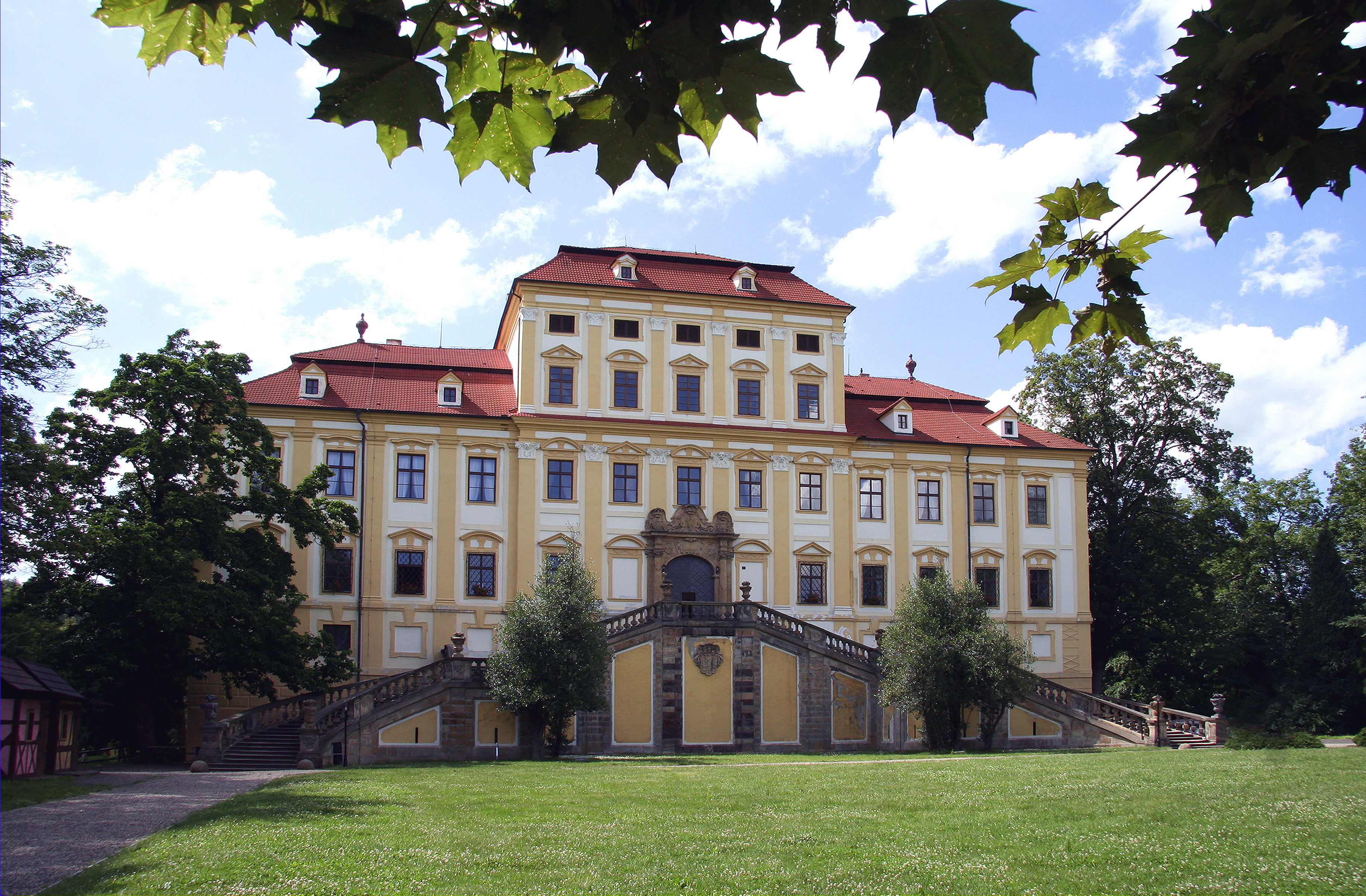
Château de Rothenhaus (de), Bohême-Occidentale
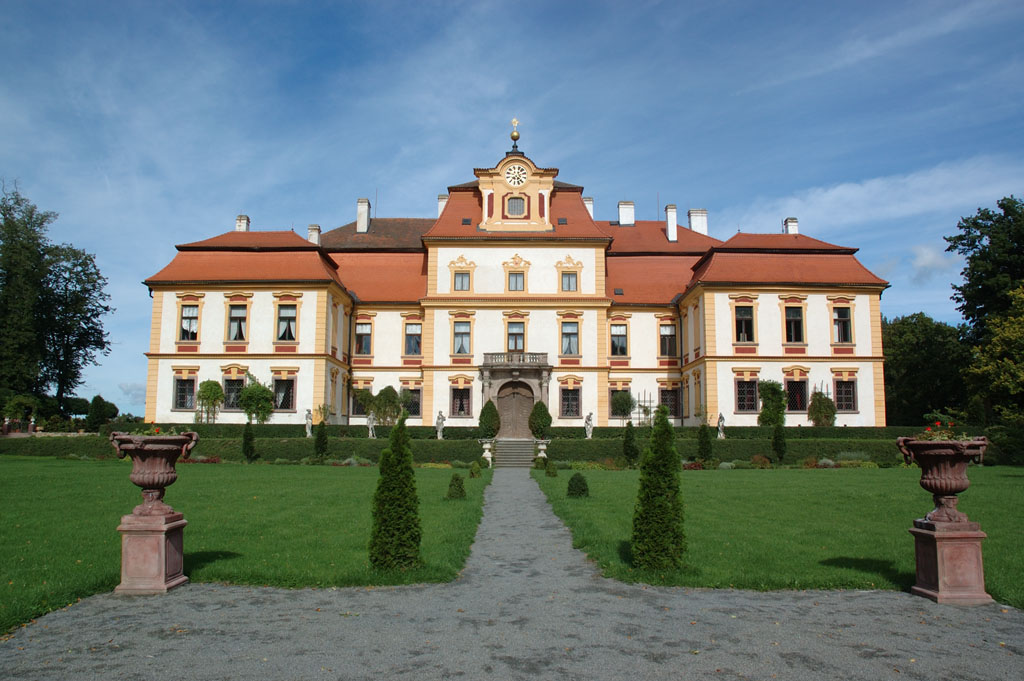
Château de Jemniště (de), Bohême-Centrale

## Filiation
Winther Schenk von Rotenhan (de) (nommé 1190 et 1229)
- Ludwig Schenk von Rotenhan (mort en 1258), marié avec Sophie von Bibra (de)
  - Wolfram Schenk von Rotenhan (mort en 1303), marié avec Sophie von Fulbach (de)
    - Wolfram Schenk von Rotenhan (mort en 1353), marié avec Luidgarde von Schaumberg (de)
      - Wolfram von Rotenhan (mort en 1364), marié avec Kunigunde von Seckendorff
        - Gottfried von Rotenhan, marié avec Gertraud von Schaumberg
          - Mathäus von Rotenhan (mort en 1472), marié avec Agathe Stein von Altenstein (de)
            - Mathäus von Rotenhan (mort en 1506), marié avec Walburga Förtsch von Thurnau (de)
              - Hans von Rotenhan (1490-1559), réformateur, marié avec Margaretha von Seckendorff
                - George le Pieux von Rotenhan (mort le 22 janvier 1465), marié avec Anna von Rotenhan
                  - Hans Georg von Rotenhan (1559–1613), chevalier capitaine, marié avec Eva von Münster (de)
                    - Adam Georg von Rotenhan (1599-1648), conseiller chevalier, marié avec Anna Christine von Adelebsen (de)
                      - Valentin Julius von Rotenhan (1628–1680), conseiller, marié avec Anna Christine von Rotenhan
                        - Philipp Albrecht von Rotenhan (1671–1725), conseil chevalier, marié avec Dorothea Friederike von Künßberg (de)
                          - Johann Friedrich von Rotenhan (1713–1776), directeur général des chevaliers impériaux allemands, marié avec Johanne Wilhelmine von Seckendorff
                            - Sigmund von Rotenhan (1761–1826), marié avec Antoinette von Lenthe (de)
                              - Hermann von Rotenhan (de) (1800-1858) et Julius von Rotenhan (de) (1805-1882)

## Lieu de sépulture dans l'église de la Sainte-Trinité de Rentweinsdorf(de)

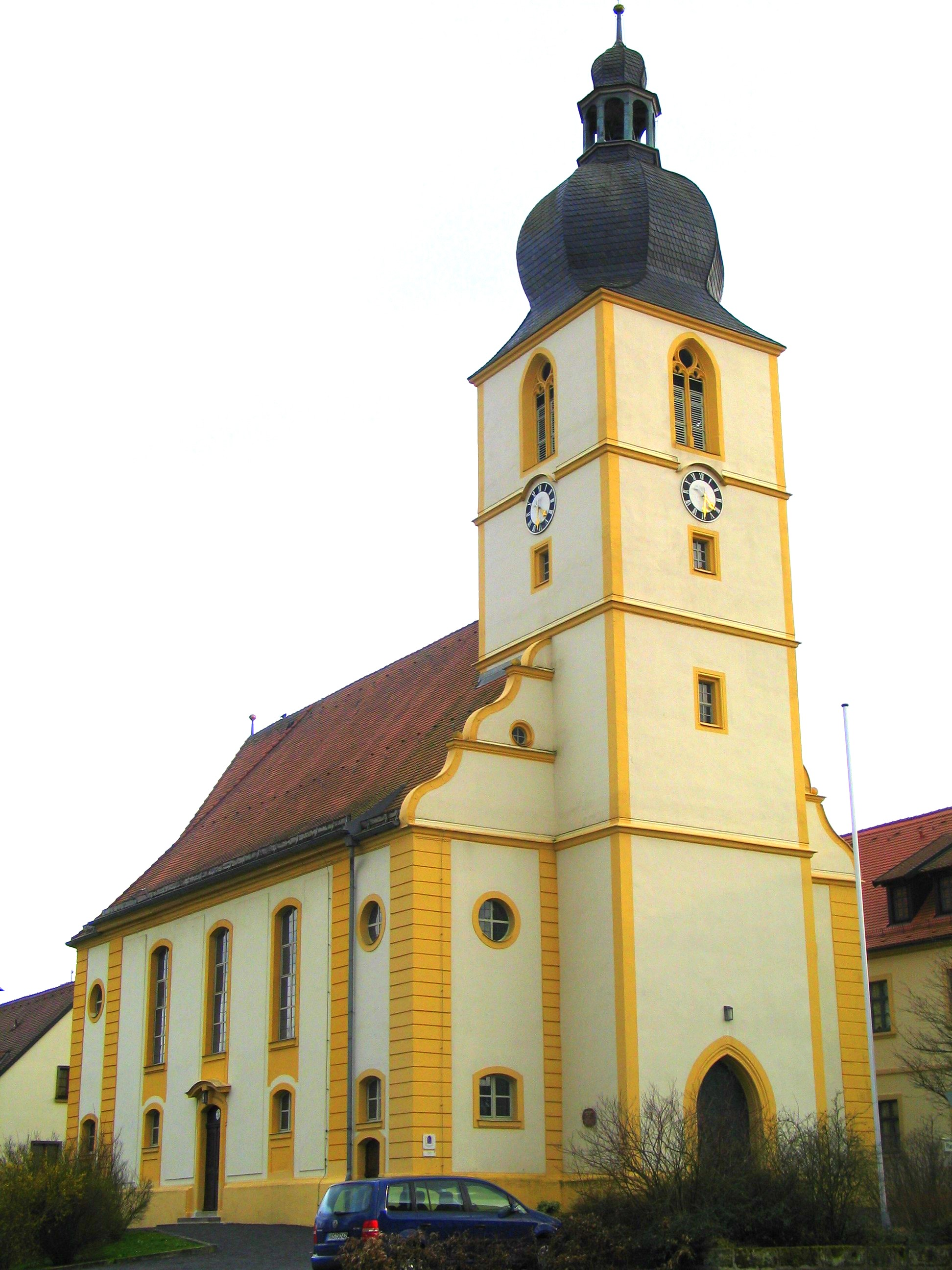
vue extérieure
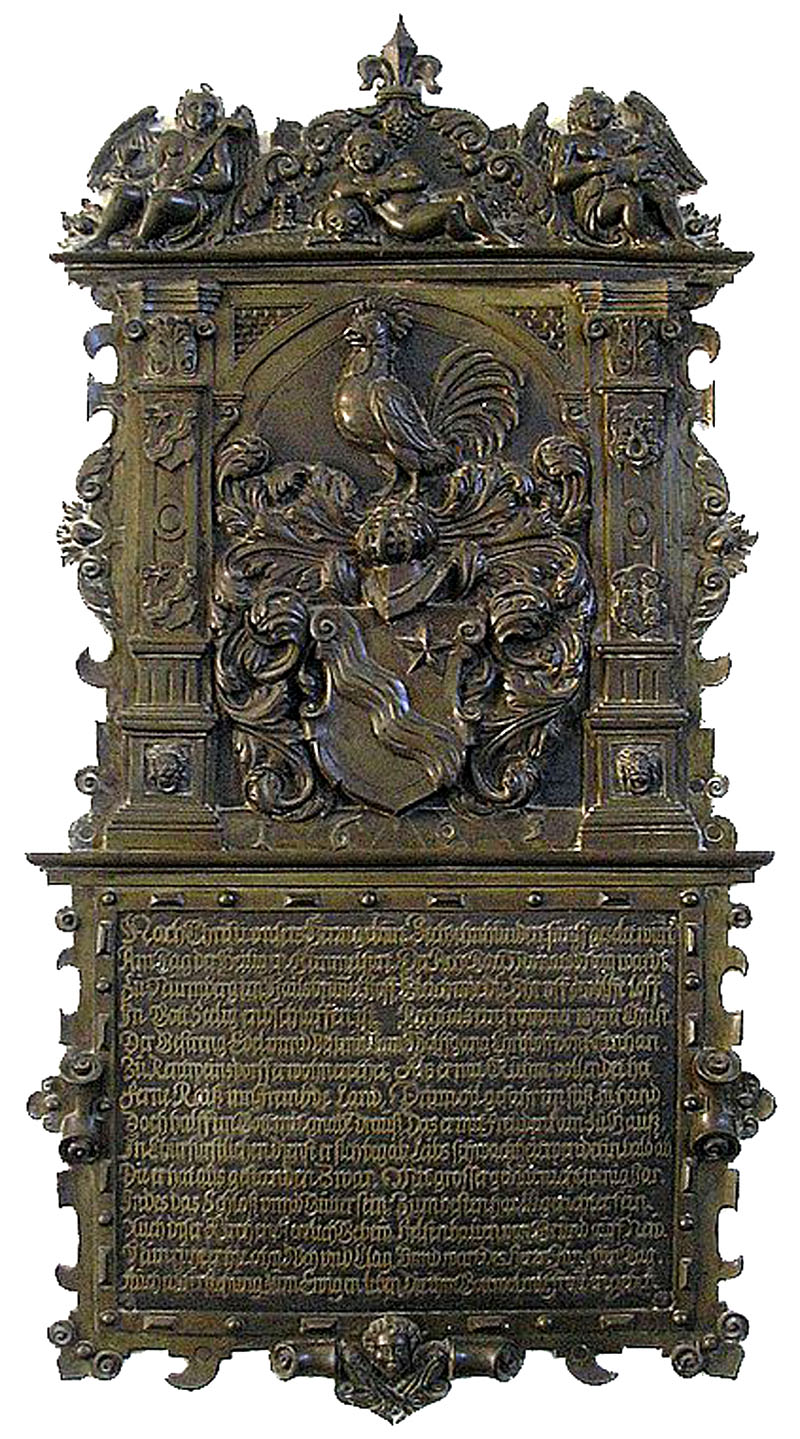
L'épitaphe en bronze de Wolfgang von Rotenhans
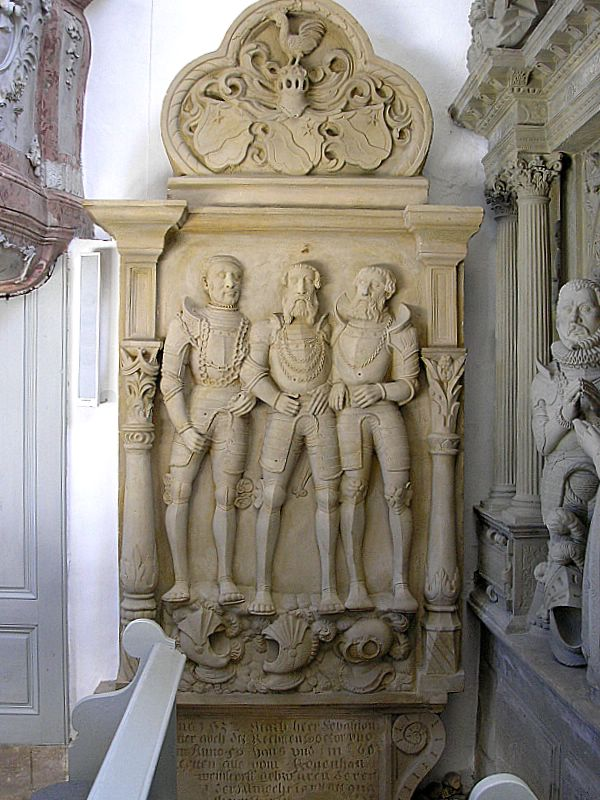
Sébastien, Hans et Martin von Rotenhan
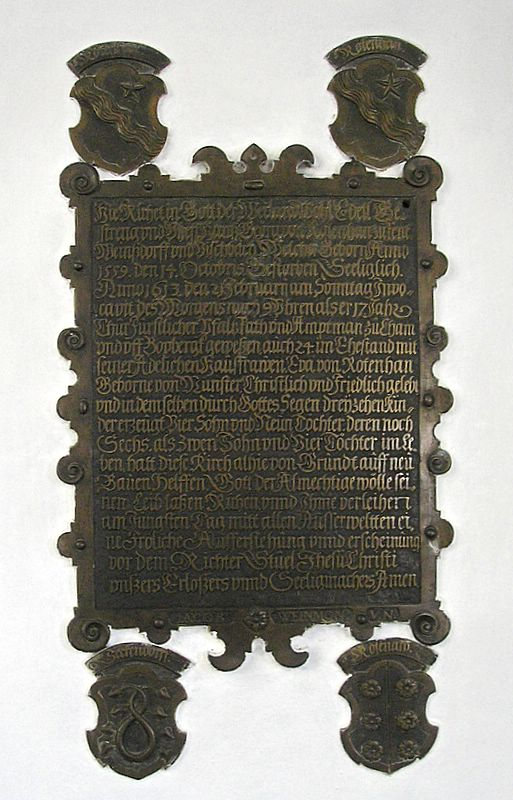
Hans Georg von Rotenhan
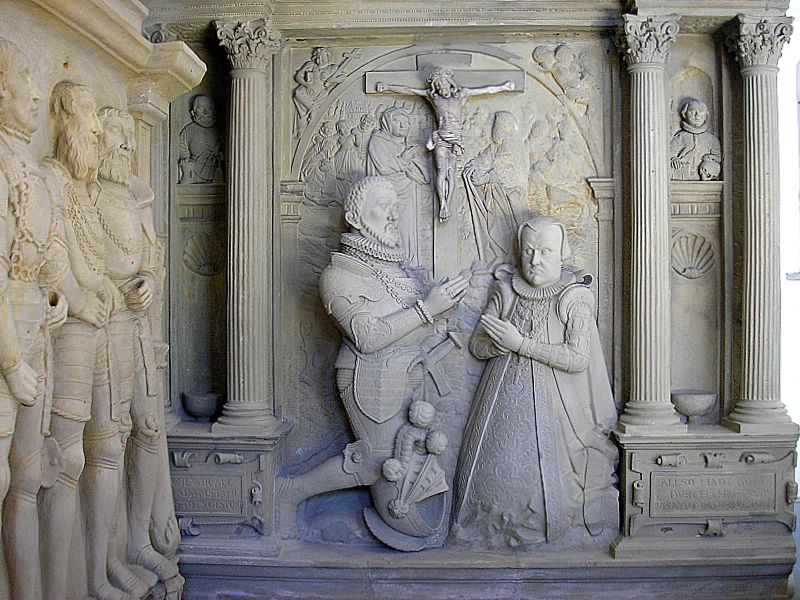
Sebastian et Anna Rufina von Rotenhan
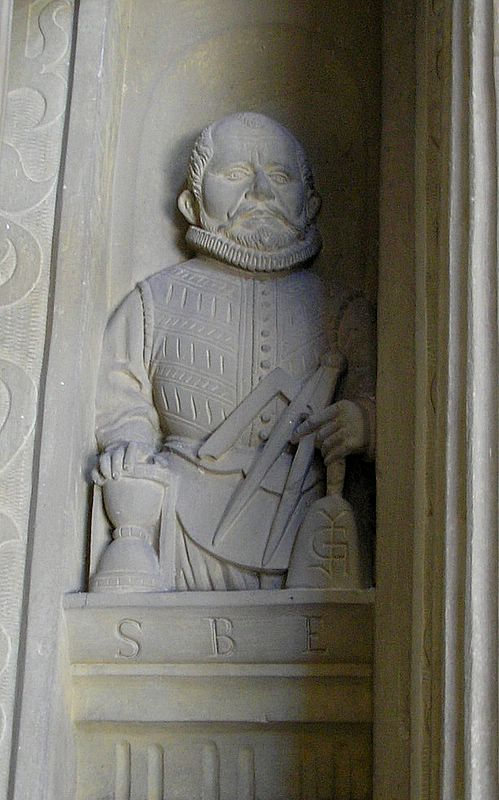
L'autoportrait du sculpteur
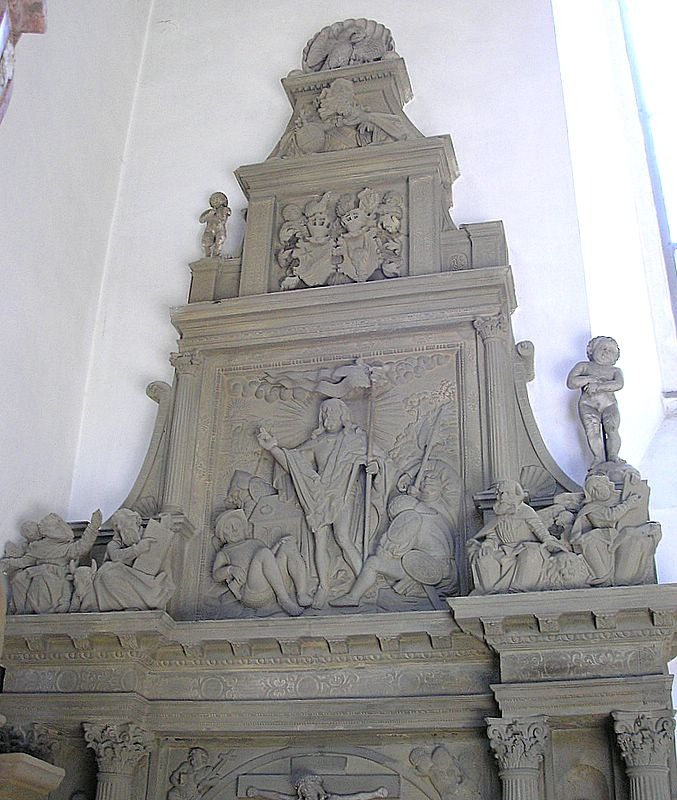
La haute tour de l'épitaphe
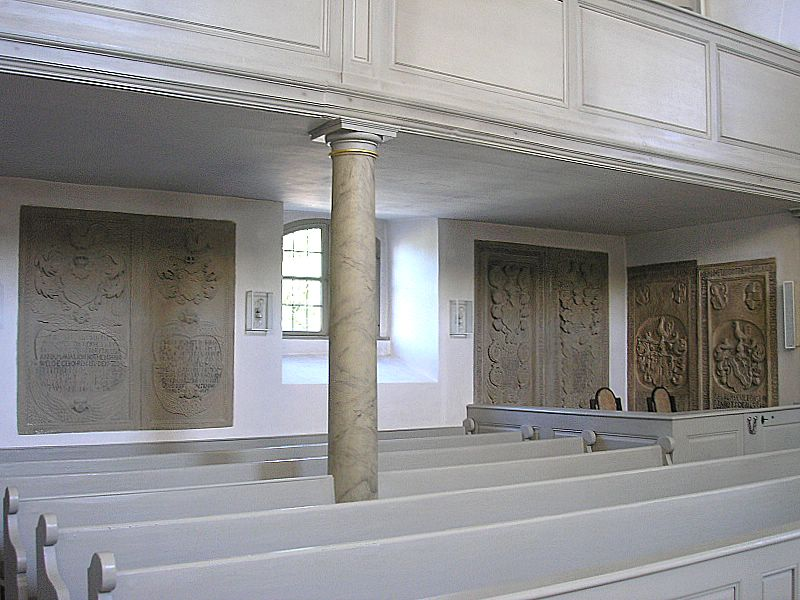
Pierres d'armoiries sous la galerie

## Armes

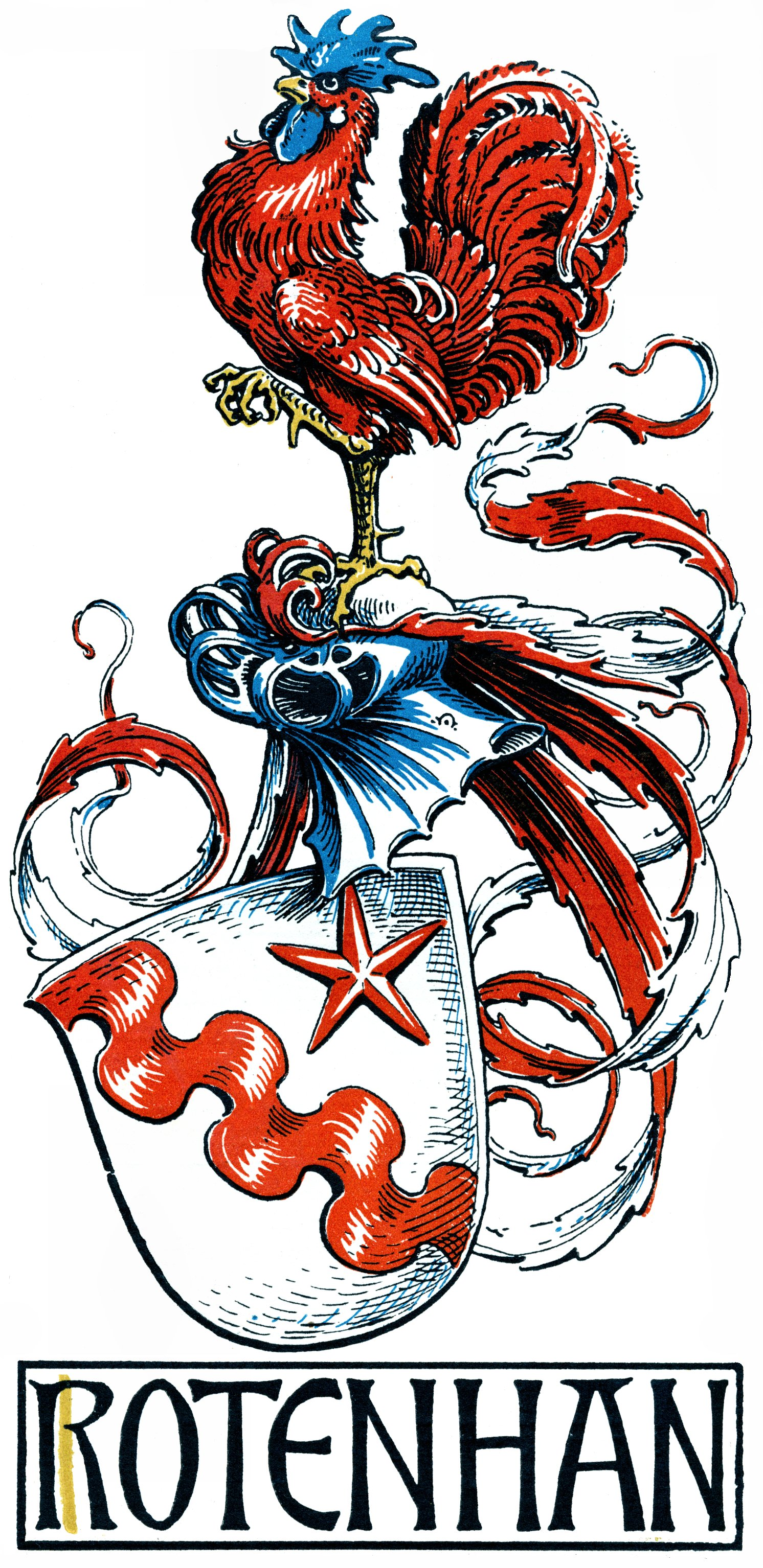
Armoiries de la famille von Rotenhan et Rottenhan

Le blason familial montre une fasce (de) ondulée rouge, semblable à un courant, accompagnée d'une étoile rouge à cinq branches et au-dessus d'un casque avec des couvertures rouges et argentées, sur lequel se trouve un coq rouge.

### Armoiries historiques

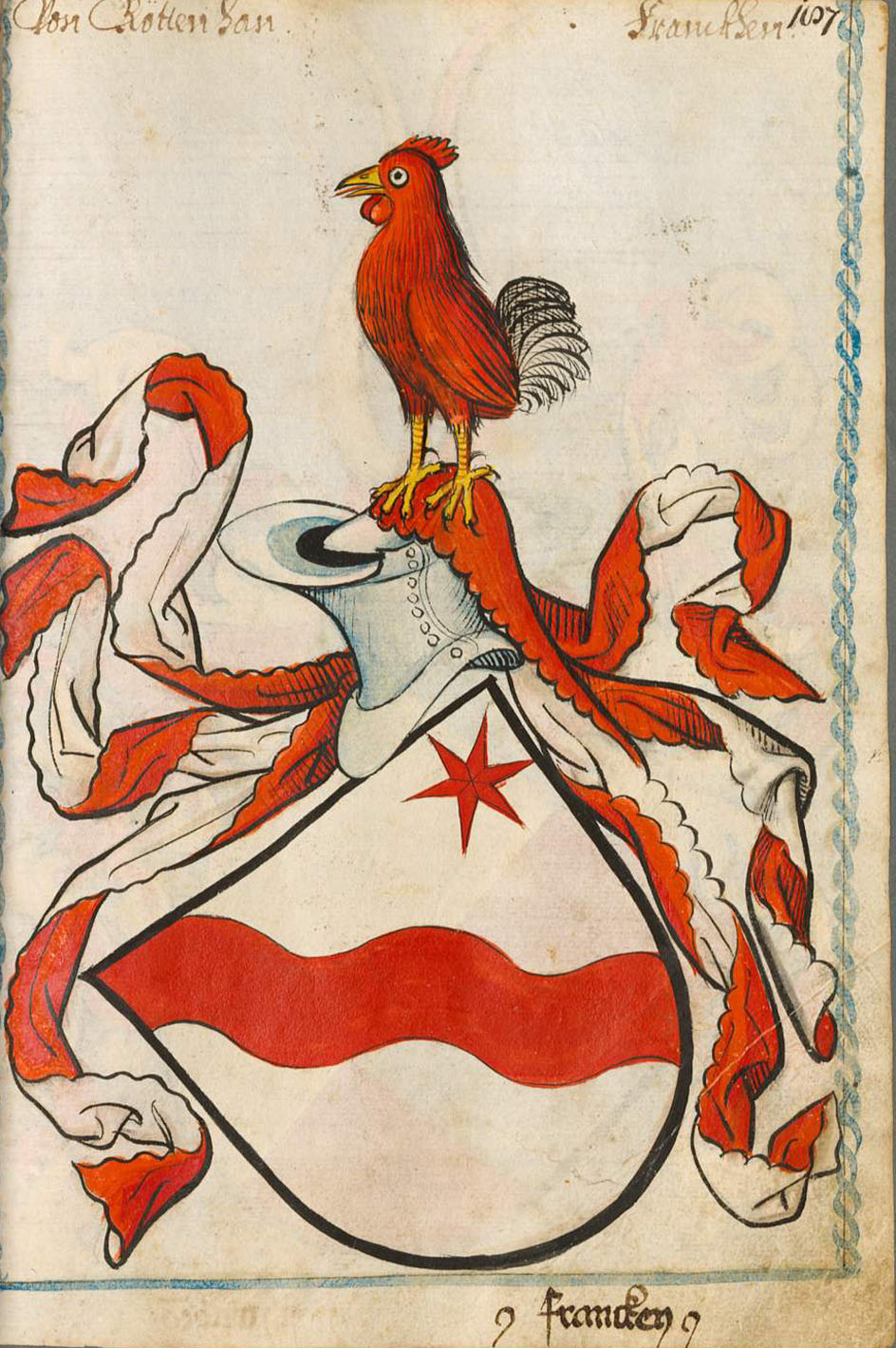
Armoiries de Rotenhan de l'armorial de Scheibler (de)
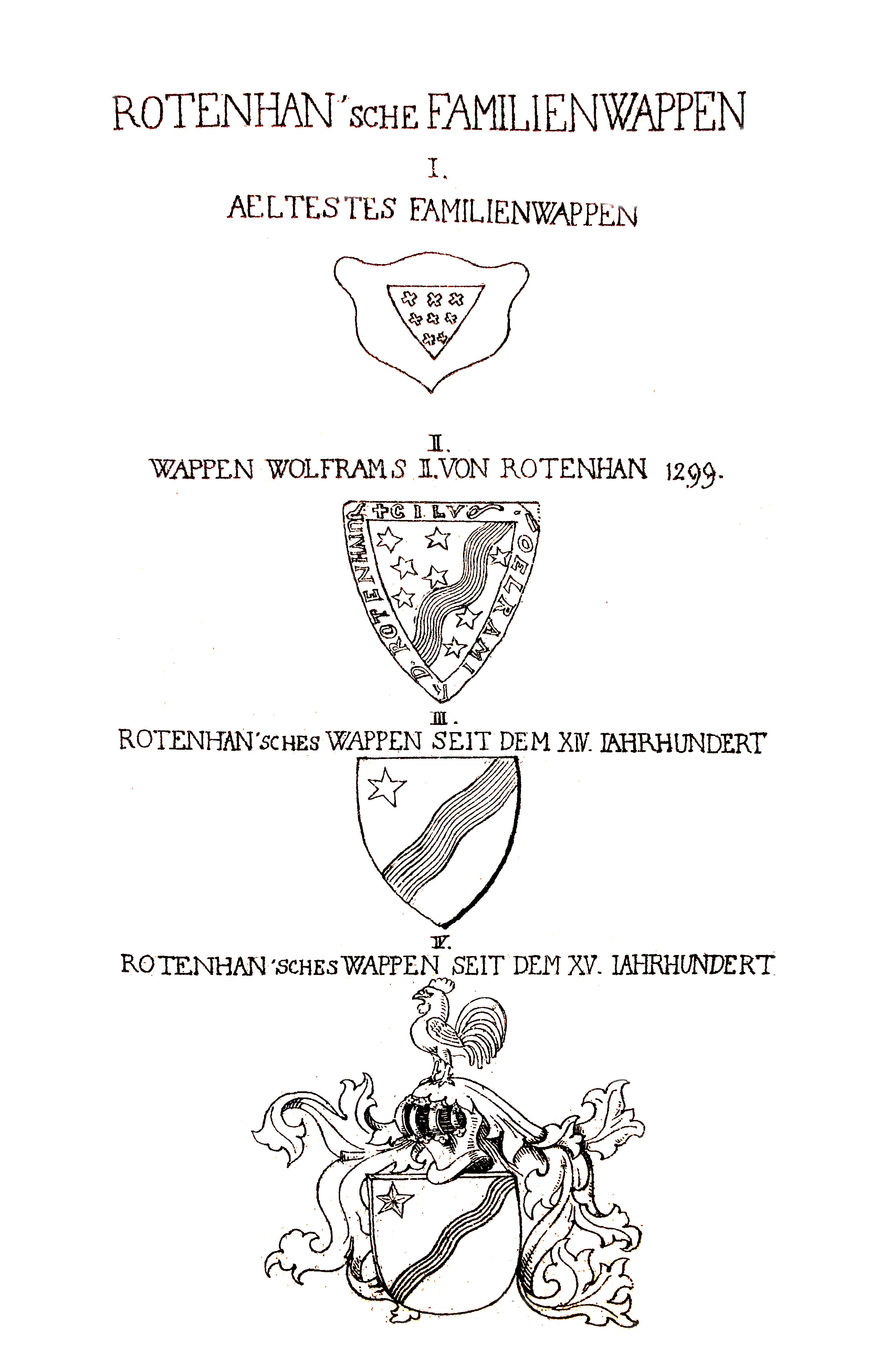
Développement du blason familial
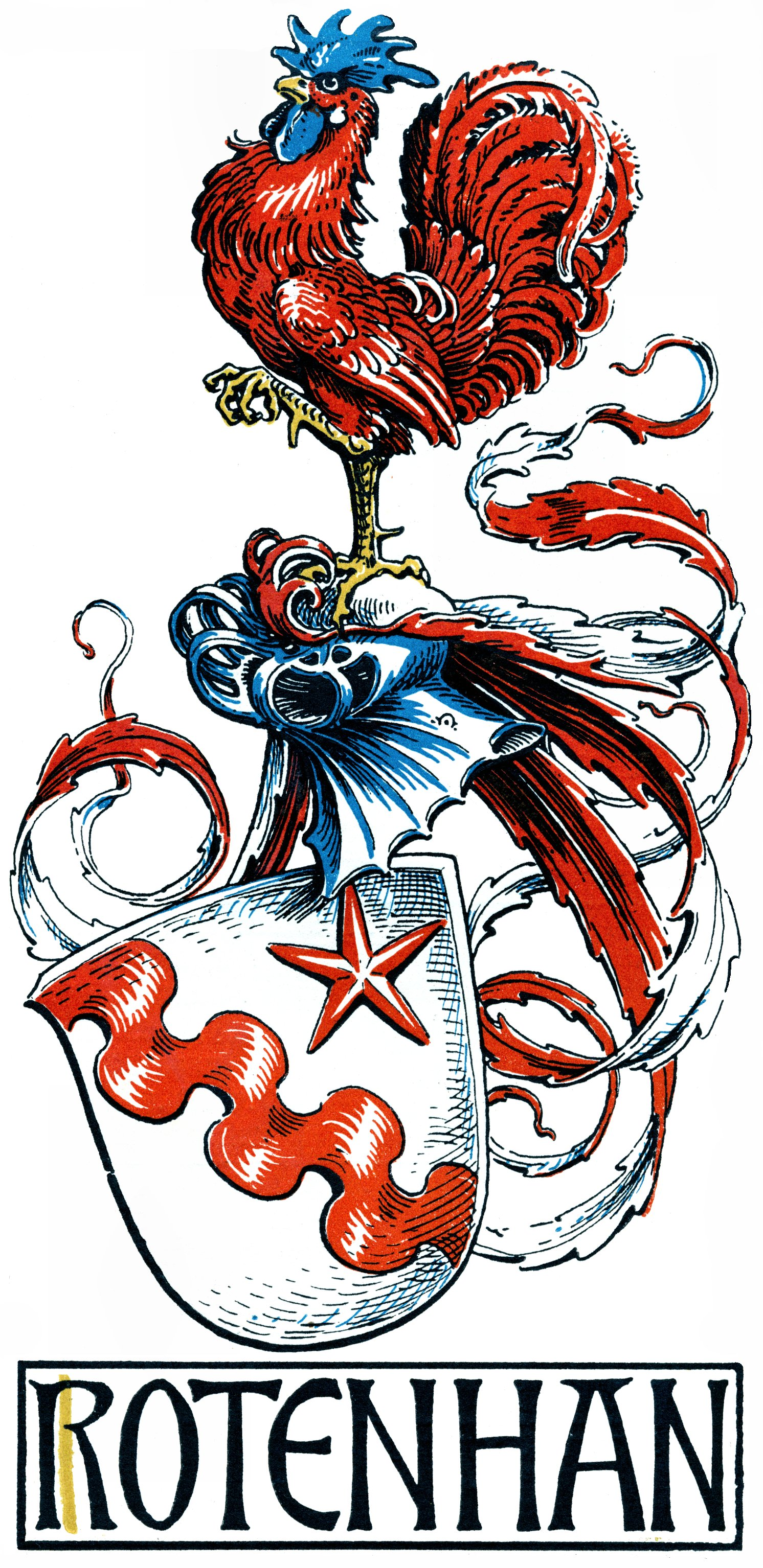
Graphique d'armoiries d'Otto Hupp dans le calendrier de Munich de 1908
Armoiries de la commune de Rentweinsdorf

## Personnalités
- Winther Schenk von Rotenhan (de) (vers 1230), premier représentant documenté de la famille noble[3]
- Anton von Rotenhan (vers 1390-1459), évêque de Bamberg
- Christoph von Rotenhan (de), (vers 1390–1436), évêque de Lebus (de)
- Ludwig von Rotenhan (mort après 1417), abbé de l'abbaye de Theres (1396-1417)
- Sebastian von Rotenhan (de) (1478-1532), chevalier franc, humaniste et cartographe
- Alexander von Rotenhan (mort en 1554), abbé de l'abbaye de Banz (1529-1554)
- Georg Wolfgang von Rotenhan (de) (1615–1695), magistrat en chef, trésorier en chef, commandant de la forteresse de Kronach, maire en chef et enfin juge
- Joachim Ignatz von Rotenhan (de) (1662-1736), premier magistrat et enfin juge
- Philipp Rudolph Heinrich Joseph von Rotenhan (1706-1775), chanoine et membre du chapitre de la cathédrale de Wurtzbourg[4]
- Johann Alexander von Rottenhan (de) (1710–1791), grand propriétaire foncier et promoteur du développement économique en Bohême-Occidentale
- Heinrich Franz von Rottenhan (de) (1738–1809), avocat administratif, président de la magistrature suprême et commissaire du tribunal pour la législation en Bohême et en Autriche
- Friedrich Christoph Philipp von Rotenhan (de) (1749-1798), huissier en chef et maître d'écurie en chef
- Hermann von Rotenhan (de) (1800–1858), président de la Chambre des députés de Bavière (de)
- Julius von Rotenhan (1805–1882), fonctionnaire et député de la chambre des députés de Bavière
- Georg von Rottenhan (de) (1831-1914), homme politique
- Hermann Julius von Rotenhan (1836-1914), colonel bavarois, chambellan et officiel du cyclisme
- Wolfram von Rotenhan (de) (1845-1912), diplomate
- Ludwig von Rotenhan (1850-1922), lieutenant général bavarois
- Wolfram von Rotenhan (de) (1887–1950), secrétaire général de la Croix-Rouge allemande
- Elisabeth von Rotenhan, née baronne von Thüngen (de) (1923-2011), citoyenne d'honneur de Rentweinsdorf, récipiendaire de la Croix fédérale du Mérite
- Friedrich-Wilhelm von Rotenhan (né en 1929), agriculteur, lauréat du prix de l'innovation de l'industrie allemande, récipiendaire de la Croix fédérale du Mérite
- Eleonore von Rotenhan (de) (née en 1939), économiste sociale allemande, présidente du Congrès de l'Église protestante en 1987
- Sebastian von Rotenhan (de) (1949-2022), homme politique